# Boșorod
Bosorod là một xã thuộc hạt Hunedoara, România. Dân số thời điểm năm 2002 là 2257 người.